# Eparchia timișoarska
Eparchia timișoarska (serb. Епархија темишварска, Eparhija temišvarska, dawn. pol. Eparchia temeszwarska) – eparchia Serbskiego Kościoła Prawosławnego z siedzibą w Timișoarze. Swoją jurysdykcją obejmuje etnicznie serbskie parafie prawosławne w rumuńskich okręgach Arad, Caraș‑Severin, Mehedinți oraz Temesz.

## Historia i struktura administracyjna
Dokładny moment erygowania serbskiej eparchii prawosławnej w Temeszwarze nie jest znany. Pierwsze wzmianki o niej pochodzą z XVI w. Podlegała wówczas Patriarchatowi w Peczu. Następnie była częścią metropolii belgradzkiej, a po utworzeniu po wielkiej wędrówce Serbów metropolii karłowickiej weszła w jej granice. Do 1864 r. jej wiernymi byli zarówno prawosławni Serbowie, jak i Rumuni – we wskazanym roku dla tych drugich utworzona została metropolia siedmiogrodzka. Po erygowaniu odrębnej administratury rumuńskiej w jurysdykcję eparchii temeszwarskiej przeszły etnicznie serbskie parafie w eparchii aradzkiej.
Po rozpadzie Austro-Węgier, powstaniu Królestwa Serbów, Chorwatów i Słoweńców oraz zmianie granic Rumunii terytorium eparchii zostało podzielone między trzy państwa. Od 1921 r. siedziba biskupa znajdowała się w Velikiej Kikindzie, parafiami serbskimi w Rumunii faktycznie zarządzali administratorzy. W 1931 r. z terytorium eparchii wydzielona została eparchia banacka, obejmująca ziemie historycznego Banatu w granicach Królestwa SHS.
W Rumunii po II wojnie światowej eparchia została zdegradowana do rangi wikariatu. Nadal zarządzali nią nie ordynariusze, a administratorzy lub namiestnicy biskupi działający w ich imieniu. 
W skład eparchii wchodzi 56 parafii zgrupowanych w trzech dekanatach. Istnieje również pięć monasterów: św. Jerzego, Cusici, Bezdin, Baziaș oraz Zlatița.

## Ordynariusze[5]
- Neofit, wzmiankowany w 1608
- Izajasz, wzmiankowany w 1640
- Józef, wzmiankowany w 1643
- Teodor, wzmiankowany w 1643
- Sebastian, wzmiankowany w 1644 i 1647
- Michał, 1681-1688
- Bazyli, 1688
- Józef II, wzmiankowany po 1688
- Bazyli, wzmiankowany ok. 1695
- Izajasz (Đaković), 1695-1710
- Konstantyn zwany Grekiem, 1704-1713
- Joannicjusz (Vladisavljević), 1713-1727
- Mikołaj (Dimitrijević), 1728-1744
- Jerzy (Popović), 1745-1757
- Wincenty (Jovanović Vidak), 1759-1774
- Mojżesz (Putnik), 1774-1781
- Sofroniusz (Kirilović), 1781-1786
- Piotr (Petrović), 1786-1800
- Stefan (Avakumović), 1801-1822
- Józef (Putnik), 1829-1830
- Maksym (Manulović), 1833-1838
- Pantelejmon (Živković), 1839-1851
- Samuel (Maširević), 1853-1864
- Antoni (Nako), 1864-1869
- Jerzy (Vojnović), 1874-1881
- Jerzy (Branković), 1882-1890
- Nikanor (Popović), 1891-1901
- Jerzy (Letić), 1904

W kolejnych latach eparchią zarządzali administratorzy lub wskazani przez nich namiestnicy.